# Улица Майя (Рига)
Улица Ма́йя (латыш. Maija iela) — улица в Видземском предместье города Риги, в микрорайоне Тейка. Начинается от улицы Палму, проходит в северо-восточном направлении (параллельно Бривибас гатве) и заканчивается перекрёстком с улицей Джутас. С другими улицами не пересекается.
Общая длина улицы составляет 241 метр. На всём протяжении имеет асфальтовое покрытие. Разрешено движение в обоих направлениях. Общественный транспорт по улице не курсирует.

## История
Улица Майя была проложена на территории бывшей усадьбы Монрепо и впервые показана на карте 1902 года под названием Майская улица (нем. Maistrasse). Переименований улицы не было.
До настоящего времени сохранилось несколько зданий, построенных в начале XX века.